# Fiskdammen, Medelpad
Fiskdammen är en sjö i Sundsvalls kommun i Medelpad och ingår i Ljungans huvudavrinningsområde.